# Carles Bassaganya Serra
Carles Bassaganya i Serra Nascut el 1976 a Sant Joan de les Abadesses, el Ripollès. Casat i pare de dos fills.
Va ser alcalde de Sant Joan de les Abadesses el 1999, amb 22 anys, convertint-se en l'alcalde més jove de Catalunya i també l'alcalde més jove que ha tingut mai la població. Fou alcalde per Esquerra Republicana de Catalunya fins al desembre de 2006, mes en què fou nomenat Director General d'Administració Local del Departament de Governació de la Generalitat de Catalunya. Des del novembre de 2009 és el Secretari d'Organització d'Esquerra Republicana de Catalunya, substituint a Jaume Sitjà.

## Altres
- Diplomat en Gestió i Administració Pública per la Universitat Pompeu Fabra i diplomat en postgrau en Desenvolupament econòmic local. Estudis de segon cicle de Ciències Polítiques i de l'Administració.
- Membre de la comissió de política lingüística de la Universitat Pompeu Fabra.
- Membre del Claustre de la mateixa universitat, del col·lectiu Bloc d'Estudiants Independentistes (BEI)
- Vicepresident i fundador del Consorci de les Vies Verdes de Girona.
- Vocal de la Comissió territorial d'urbanisme de Girona 03-07.
- Membre de l'executiva de l'Associació Catalana de Municipis i comarques (ACM) i president de la Comissió de reforma local.